# Brakpan
Brakpan – miasto w Republice Południowej Afryki, w prowincji Gauteng, w regionie przemysłowo-górniczym Witwatersrand. Około 73 tys. mieszkańców.
W mieście rozwinął się przemysł metalowy, włókienniczy, maszynowy oraz energetyczny.